# Giottino

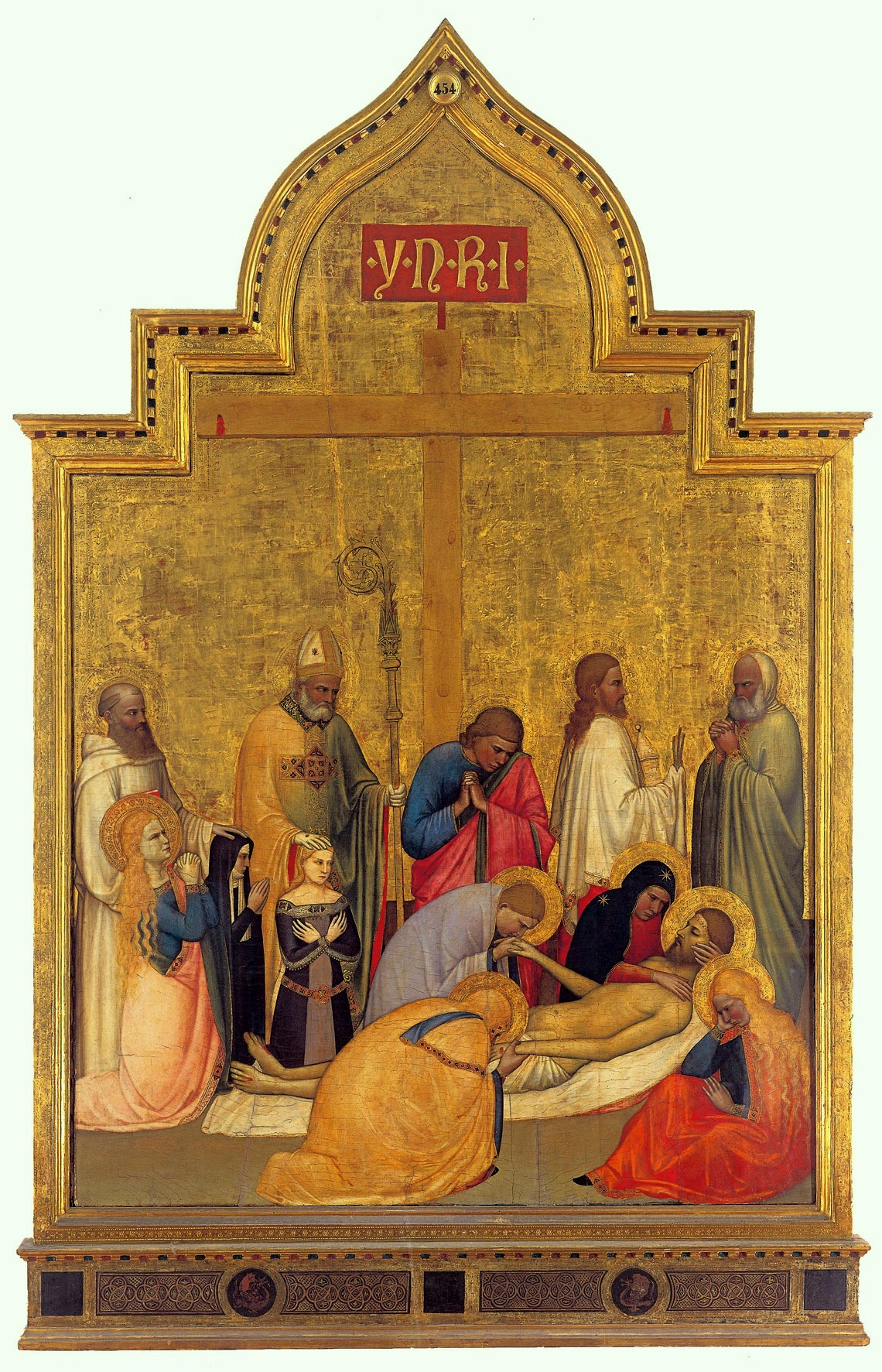
Giottino, Beweinung Christi aus San Remigio, ca. 1365, Tempera auf Holz, 195 × 134 cm, Uffizien, Florenz

Tommaso bzw. Maso di Stefano, genannt Giottino (* zwischen 1320 und 1330, laut Vasari 1324 in Florenz; † nach 1369 ebenda) war ein in Florenz tätiger Maler der zweiten Hälfte des 14. Jahrhunderts. Wegen der hohen künstlerischen Qualität seiner Werke wurde Maso in der Florentiner Kunstliteratur ab dem 16. Jahrhundert als Giottino („kleiner Giotto“) bezeichnet. Belegt sind auch Giotto di Stefano bzw. Giotto di Maestro Stefano.

## Leben
Zu Masos Leben ist wenig bekannt; die Angaben in der Biografie Giorgio Vasaris in dessen Künstlerviten sind größtenteils falsch. Dokumentiert ist er für 1368 in Florenz (Einschreibung in die Maler-Gemeinschaft der Compagnia di San Luca) und 1369 in Rom (Arbeit an Kapellen im Vatikanischen Palast). Vermutlich erhielt er seine Ausbildung in der Werkstatt seines Vaters Stefano, der annähernd zeitgenössischen Zeugnissen zufolge ein geachteter Künstler war. Wie seine Malerkollegen orientierte sich Maso am Vorbild des berühmten Giotto; eine familiäre Beziehung zu ihm, wie sie Filippo Baldinucci 1681 behauptete (Giottino als Enkel Giottos), ist unwahrscheinlich.

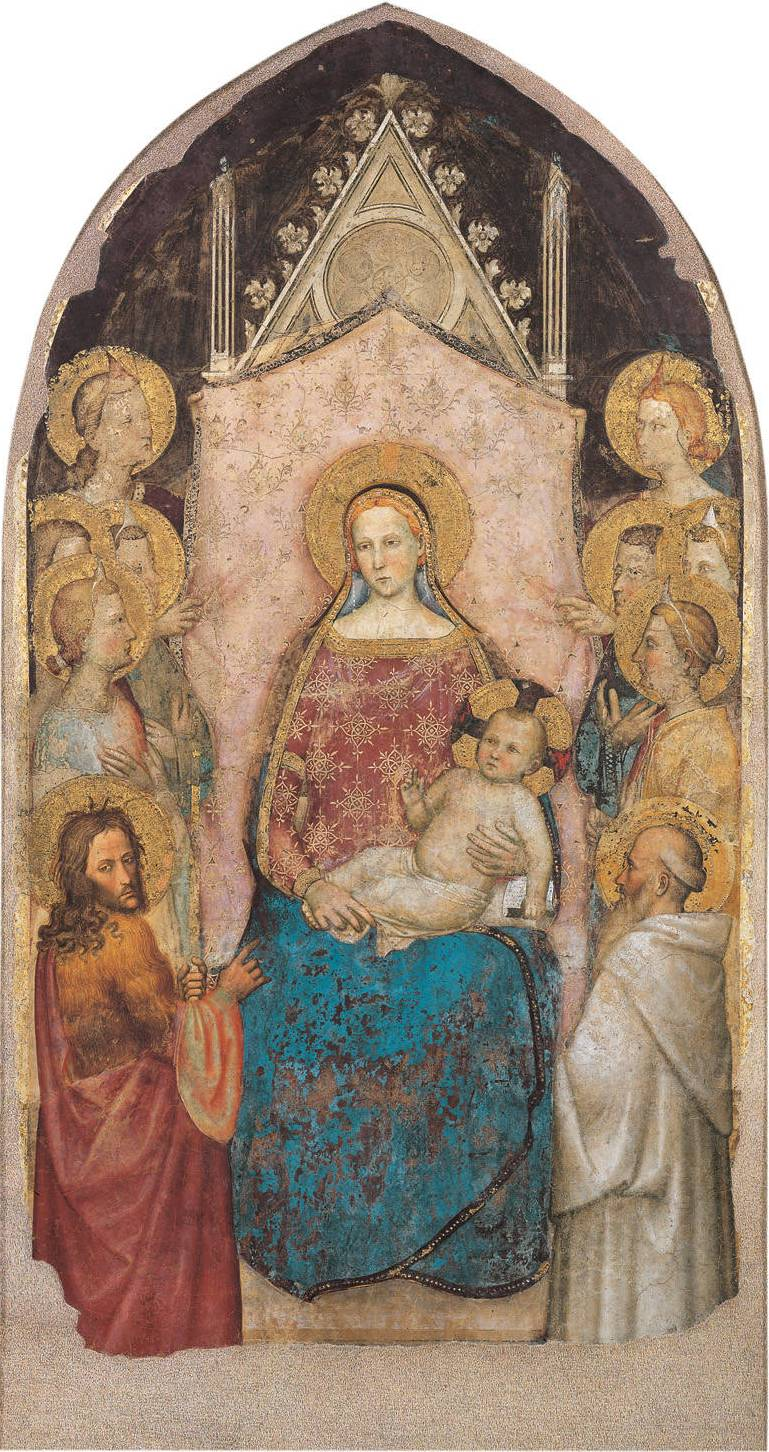
Giottino, Madonna und Kind mit Engeln, dem Täufer Johannes und dem hl. Benedikt (von der Piazza Santo Spirito), ca. 1356, Galleria dell'Accademia, Florenz

Zu den beiden ihm sicher zuzuschreibenden Gemälden zählt die ca. 1365 entstandene Tafel mit der Beweinung des toten Christus, die sich, wie eine Erwähnung bei Vasari bezeugt, ursprünglich in der Florentiner Kirche San Remigio befand. Der Auftraggeber des Bildes ist unbekannt. Bemerkenswert ist, dass Giottino die Trauer um den Toten besonders intensiv und ausdrucksstark darstellt. Bei dem zweiten Bild handelt es sich um ein in der Accademia in Florenz aufbewahrtes, an der Piazza Santo Spirito abgenommenes Fresko von Giottino, das die von Heiligen umgebene thronende Madonna zeigt. Ein anderes Giottino zugeschriebenes Fresko befindet sich noch an seinem ursprünglichen Platz an der Piazza del Tasso in Florenz.